# Saint-Lupicin
Saint-Lupicin is een plaats en voormalige gemeente in het Franse departement Jura in de regio Bourgogne-Franche-Comté en telt 2222 inwoners (2005). De plaats maakt deel uit van het arrondissement Saint-Claude.

## Geschiedenis
Saint-Lupicin is op 1 januari 2017 gefuseerd met de gemeente Cuttura tot de gemeente Coteaux du Lizon. 

## Geografie
De oppervlakte van Saint-Lupicin bedraagt 9,6 km², de bevolkingsdichtheid is 231,5 inwoners per km².
De onderstaande kaart toont de ligging van Saint-Lupicin met de belangrijkste infrastructuur en aangrenzende gemeenten.

## Demografie
Onderstaande figuur toont het verloop van het inwonertal.